# Physonota
Physonota is een geslacht van kevers uit de familie bladkevers (Chrysomelidae).
De wetenschappelijke naam van het geslacht werd in 1854 gepubliceerd door Carl Henrik Boheman.

## Soorten
- Physonota alutacea Boheman, 1854
- Physonota calcarata (Boheman, 1854)
- Physonota convexa Boroweic, 1995
- Physonota puncticollis Boroweic, 1995